# Текијска џамија
Текијска џамија је једна од џамија која се налази у Градишци. Основана је 1620. године, срушена 1993. године за време Рата у БиХ, а њена обнова и градња почеле су  након 2000. године.

## Историјат
Прва џамија у махали Текија спомиње се да је изграђена 1620. године, а име је добила по дервишкој текији која се налазила у близини џамије. Стара Текијска џамија са четворострешним кровом, ниском дрвеном мунаром и наткривеном шерефом, налазила се у средини Текијског харема. Величина ове џамије је била 11 х 8 метара и 4 метра наставка. Након Другог светског рата, Текијска џамија постала је главна градска џамија, пошто је срушена Хисећка Сукија џамија.
Текијска џамија срушена је за време рата у Босни и Херцеговини 25. марта 1993. у 22:55, а њен материјал одвезен је у непознатом правцу.
Након 2000. године отпочела је обнова порушене Текијске џамије на темељима претходне. Сви пређашни пропратни објекти смештени су сада у подрум ове џамије. Висина нове мунаре је 40,5 метара и има необичан кров са више купола, a подсећа на богатство различитости исламске традиције и културе. Нова Текијска џамија, као главна градска џамија, представља велики подухват по спољашњем изгледу и свом унутрашњем садржају.
На месту порушене џамије, изграђен је нови објекат с већим хоризонталним и вертикалним габаритима и новим архитектонским решењем. У складу са Законом о проведби одлука, Комисија за очување националних споменика, прогласила је турбе Шејх-Гаибије и харем Текијске џамије за Национални споменик Босне и Херцеговине.